# Rosmarin Business Center
Rosmarin Business Center, původně Administrativní budova Vodních staveb je administrativní a komerční budova v Praze-Holešovicích, mezi ulicemi Dělnická, Osadní a Tovární. Jedná se o jednu z nejzachovalejších brutalistických staveb v Praze.
Budova byla postavena v letech 1977–1985 podle návrhu Karla Filsaka (1917–2000), který navrhl mimo jiné hotely InterContinental a President, Terminál 1 Letiště Praha Ruzyně a několik českých ambasád, a jeho syna Karla Filsaka ml. (* 1944). Na interiérech spolupracoval architekt a designér Zbyněk Hřivnáč (* 1932). Budova je oproti ostatní zástavbě v Holešovicích předimenzovaná, dle Zdeňka Lukeše "připomíná zaoceánský parník, který omylem přistál v malém přístavu".
V roce 2014 prošla rekonstrukcí na moderní administrativní centrum nazvané Rosmarin Business Center. Při rekonstrukci ztratily interiéry budovy svůj socialistický ráz, pouze několik kanceláří zůstalo zachováno s původním vestavěným nábytkem. Fasáda byla zachována, včetně původních oken, takže budova neztratila svou tvář; rovněž se zachovalo původní technické zázemí.
Centrum má celkovou kapacitu 23 500 m². Součástí průčelí do Dělnické ulice je betonová plastika "Vltava" od Josefa Klimeše (1928–2018), který s K. Filsakem spolupracoval i na dalších realizacích.